# Galeries Víctor Manuel II
Les galeries Víctor Manuel II (en italià Galleria Vittorio Emanuele II) són unes galeries comercials de Milà que enllacen la piazza Duomo amb la piazza della Scala, on es troba el famós teatre de La Scala. Atesa la presència d'elegants negocis i locals, ja des de la seva inauguració fou el punt de trobada de la burgesia milanesa, fins al punt que va rebre el sobrenom de salotto di Milano (saló de Milà). Construïdes en estil neorenaixentista, són un dels més famosos exemples de l'arquitectura del ferro europea i representa l'arquetipus de la galeria comercial del segle xix. Anomenada simplement «la Galeria» pels milanesos, sovint és considerada com un dels primers exemples de centre comercial del món.

## Història

### Context històric
La presència de passatges coberts a Milà, entesos com a pòrtics, data de la ciutat medieval: al segle xiii Bonvesin de la Riva anotava a les seves Meravelles de Milà la presència de prop de seixanta pòrtics a la ciutat, aleshores anomenades "coperti". Amb l'adveniment dels Sforza primer i de la dominació espanyola després, els pòrtics van ser progressivament demolits fins a deixar-ne poc dempeus, entre els quals el coperto dei Figini que paradoxalment seria demolit per a la construcció de la galeria Víctor Manuel II.D'altra banda, Milà va ser la primera ciutat en el territori italià i de l'Imperi austríac, amb la galeria de Cristoforis, a dotar-se d'un passatge segons la moda del que es produïa a les principals capitals europees, on es construïen passatges amb un cobriment de ferro i vidre de caràcter comercial, com la galerie Vivienne de París i la Burlington Arcade de Londres. La galeria De Cristoforis representà, no obstant això, un cas aïllat, i durant trenta anys va ser l'única galeria a Milà: la ciutat es presentava llavors a la unificació d'Itàlia sense aquella tradició dels porxos i passatges coberts més típica de ciutats com Torí i Bolonya.

### La Piazza Duomo i el projecte d'una galeria

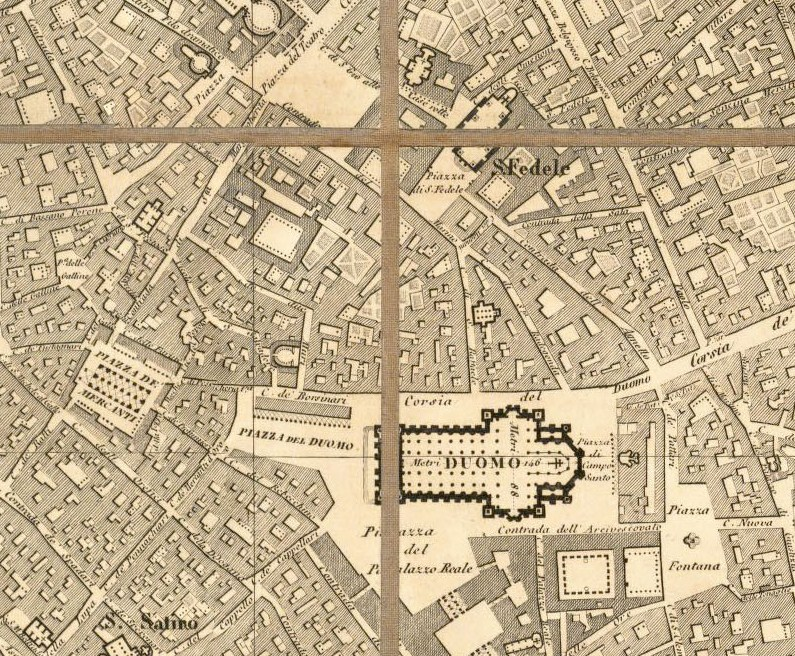
Àrea voltant de la catedral el 1860, abans de la construcció de la Galeria

La idea d'una via que connectés la piazza Duomo i la piazza della Scala va arribar com a conseqüència d'una de les moltes discussions que en aquella època animaven la ciutat, promogut en 1839 per Carlo Cattaneo, sobre la reconstrucció de la zona de davant de la Catedral de Milà definida per molts com a no digna de la catedral de la ciutat. La xarxa de carrers de la zona era també tortuosa i intrincada, basada com estava en els estrets carrers d'origen medieval i esdevenia cada cop menys viable amb el creixent trànsit de la ciutat.La idea de dedicar aquesta nova via urbana al rei Víctor Manuel II provenia, d'una banda, de l'entusiasme per una recent retrobada independència d'Àustria, però també, d'altra banda, la junta comunal esperava d'aquesta manera d'obtenir més fàcilment el permís per a l'expropiació dels habitatges necessaris per dur a terme l'obra, que llavors es podia obtenir mitjançant un decret reial. Les directrius municipals inicials per al projecte encara no preveien un passatge cobert, sinó una senzilla porxada..Al bienni '59-'60 foren firmats els tres decrets reials que la junta comunal esperava: un per a l'expropiació dels palaus a demolir, un altre per a la demolició del coperto dei Figini i del Rebecchino, construccions que ocupaven aleshores l'actual piazza Duomo i que havien d'ésser enderrocats per donar a la plaça un aspecte més noble, i un últim decret per autoritzar una loteria destinada a recollir els fons necessaris per a la construcció de la nova via.

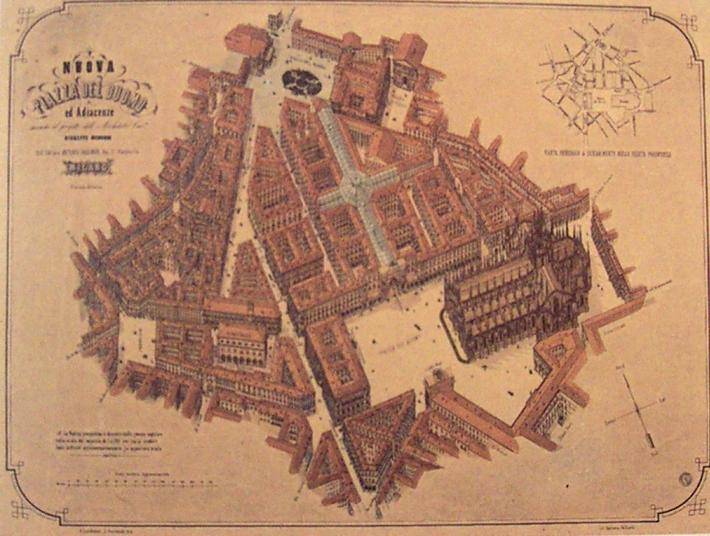
Projecte de Mengoni per a l'àrea de la piazza Duomo

Un cop obtinguts els permisos per a l'expropiació, el 3 d'abril del 1860, l'Ajuntament de Milà va bandejar el concurs de construcció de la nova via, els projectes del qual serien avaluats per una comissió especialment establerta: tot i la controvèrsia al voltant de la falta de publicitat en el concurs convocat per l'Ajuntament, a la primera licitació es van presentar un gran nombre de projectes. Entre ells, 176 foren seleccionats per la comissió i exposats a la Pinacoteca de Brera. la comissió no decretà cap vencedor del concurs, però reformulà indicacions més precises sobre la forma del projecte, fins a arribar a la primera idea d'un passatge cobert i bandejant un segon concurs al febrer de 1861. Al segon projecte van arribar a la fase d'avaluació 18 projectes i també en aquest cas el concurs va quedar desert.Hi va haver, no obstant això, quatre compensacions als projectes considerats més meritoris: els arquitectes Davide Pirovano i Paolo Urbani foren mencionats respectivament per l'ús d'una arquitectura inspirada en Palladio i per l'arquitectura eclèctica que fusionava les formes de Llombardia i Veneto, tot i que ambdós eren considerats inadequats per envoltar la catedral. Més apreciast, fins i tot sense ser-ne els guanyadors, foren el projecte de Martignoni Gaetano, que proposaven un túnel de creu grega per connectar les dues places i, finalment, Giuseppe Mengoni, que proposava en un primer projecte una via inspirada en els palaus comunals del segle xiv.
També fou bandejat en 1863 el tercer i últim concurs, en el qual foren avaluats només vuit projectes, tres per invitació de la comissió i cinc presentats espontàniament, del qual fou declarat vencedor Giuseppe Mengoni, amb la condició que estigués disponible a revisar algunes parts del projecte: el de Mengoni havia previst inicialment una galeria única, que es veuria doncs transformada, al projecte definitiu, en una galeria en creu, juntament amb una sèrie de petits detalls de disseny que van conduir a la forma definitiva. El projecte preveia, igualment, la construcció d'un palau fortificat enfront de la piazza Duomo i una loggia reial davant de l'entrada de la galeria comunicant amb la mànega llarga del Palau Reial: aquest projecte mai no es veuria realitzat. El palau de davant de la catedral hauria hagut de prendre el nom de palau de la Independència, en continuïtat amb el motiu risorgimental de la Galeria: el 1876, el projecgte de construcció encara no estava abandonat, fins al punt que ja s'havien posat els fonaments del palau, i no seria deixat de banda, juntament amb el de la loggia del palau reial, fins a la mort de Mengoni.

### La construcció i els primers anys

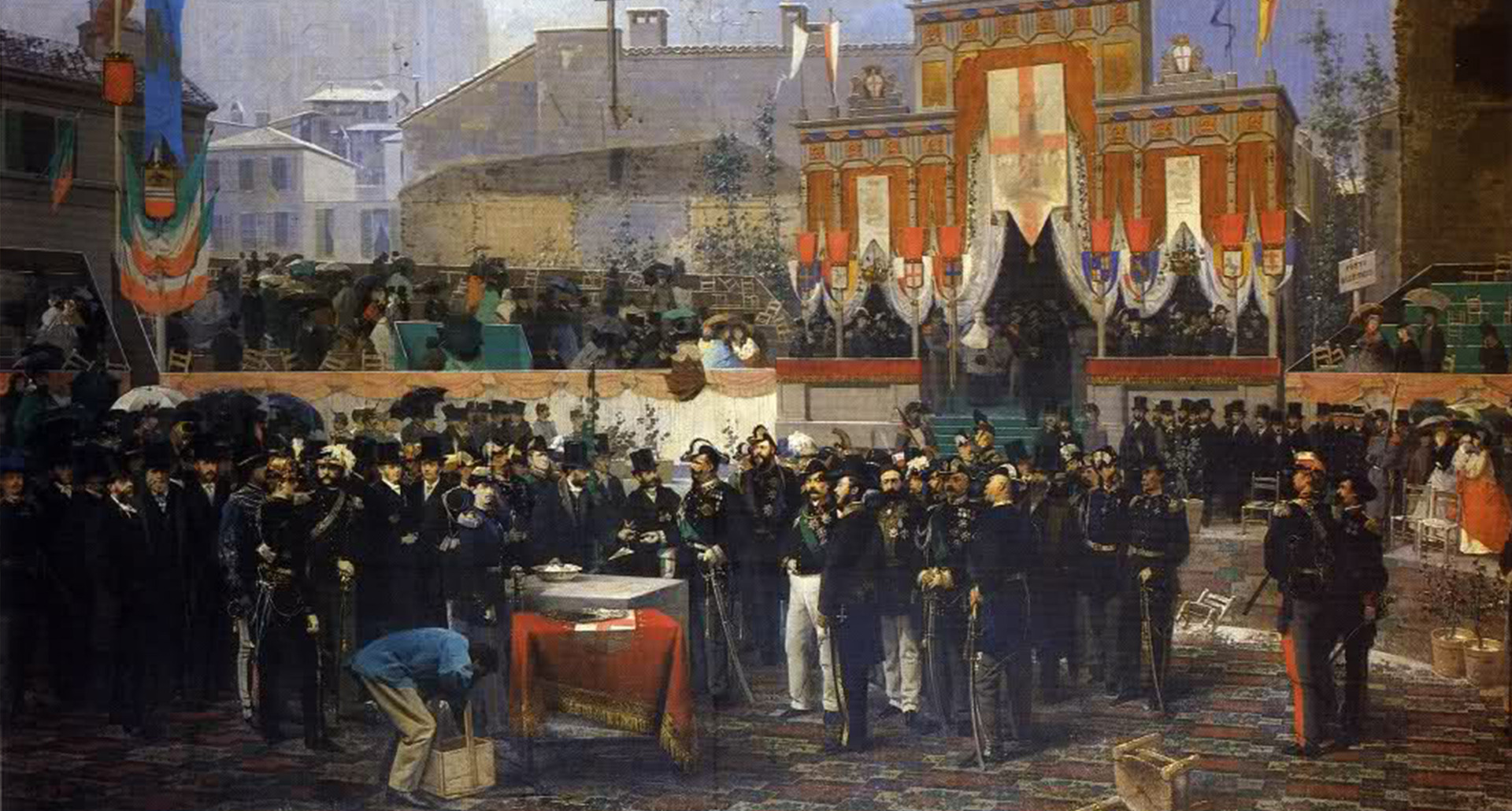
Domenico Induno, Col·locació de la primera pedra de la Galeria (1865)

Un cop adjudicat el contracte per a la construcció a la societat anglesa City of Milan Improvements Company Limited, la cerimònia de col·locació de la primera pedra per part del rei Víctor Manuel II es va produir el 7 de març de 1865 amb la presència de moltes autoritats, entre les quals el síndic de Milà, Antonio Beretta, el primer ministre italià, Alfonso La Marmora i diplomàtics de diversos països. L'obra, exclòs l'arc triomfal d'entrada, es va completar en menys de tres anys, període al qual li seguí la inauguració oficial de la Galeria sempre per part del rei.L'acabament de les obres no es va produir, tanmateix, d'una manera tan fluida. El 1869 la societat constructora feu fallida, la qual cosa obligà l'ajuntament a fer-se càrrec de la resta de l'obra, per una xifra total de 7,6 milions de lires. La conclusió efectiva de les obres no es produirà fins al 1876. quan es completaran l'arc d'entrada i els pòrtics septentrionals de la piazza Duomo. Giuseppe Mengoni non pogué, tanmateix, veure la inauguració oficial de la Galeria completa, perquè es va precipitar des d'una bastida durant una inspecció, tot i que segons alguns la caiguda no fou accidental, sinó que realment fou un suïcidi.
Al cap de pocs anys de la seva primera inauguració, la Galeria es guanyà el sobrenom de salotto di Milano ("saló de Milà") i esdevingué la seu de la vida burgesa ciutadana que es delitava a freqüentar els nous i elegants negocis, però sobretot els restaurants i cafès: entre els locals establerts en aquella època i que encara existeixen es poden esmentar el Caffè Camparino, el Caffè Savini – fundat com a Caffè Gnocchi – i el Caffè Biffi. La Galeria fou també el centre de les novetats tecnològiques de l'època, i en el seu primer període estava il·luminada amb llums de gas; per a l'encesa dels fanals sobre l'octògon s'utilitzava un aparell automàtic consistent en una petita màquina que encenia progressivament els llums, anomenat "rattin" ("ratolinet" en milanès), atès que veure el procés d'encesa automàtica s'havia convertit gairebé en un ritu. Aquest ritu es repeteix fins al 1883 quan la il·luminació de la galeria passà a les làmpades elèctriques, si bé durant tres anys el Caffè Gnocchi va utilitzar aquesta, per a l'època, nova forma d'il·luminació.

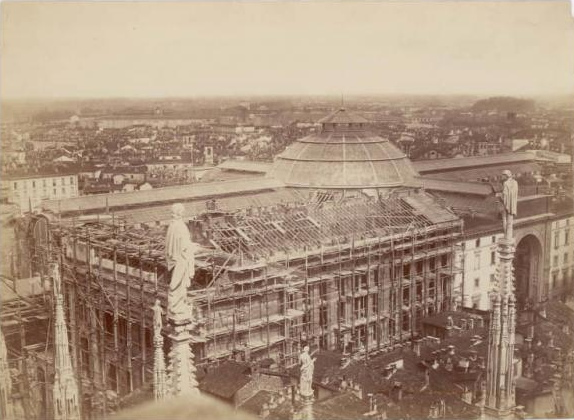
Construcció de la galeria Víctor Manuel vista des de la cúpula

Juntament amb la vida mundana burgesa, la galeria va aplegar des dels primers anys el ferment de la vida política milanesa. El primer acte polític celebrat al seu interior va ocórrer el 25 de setembre de 1867 en el qual un grup de joves es van unir a causa de la detenció de Giuseppe Garibaldi esdevinguda a Sinalunga: la protesta acabà amb alguna petita escaramussa entre els manifestants i la policia. La conseqüència més comuna d'aquesta i altres manifestacions eren els aparadors trencats: en els primers quaranta anys d'activitat de la Galeria se'n trencaren a desenes: tanmateix, el major dany fins a la Segona Guerra Mundial vingué causat per una terrible calamarsada que destrossà tots els aparadors de la porxada. Entre els esdeveniments polítics més importants a la Galeria s'inclouen els enfrontaments entre els treballadors i la policia en la desfilada de l'1 de maig de 1890 i els enfrontaments del motí de Milà, culminat amb el canoneig de Bava Beccaris sobre la multitud.
La vida de la Galeria es lligà indissolublement a la del teatre La Scala: a més de punt de trànsit privilegiat per al teatre, la galeria Víctor Manuel II havia esdevingut en pocs anys el lloc de trobada per als cantants i músics que esperaven ser contractats als teatres de tota la Llombardia.

### La Galeria entre els segles XX i XXI

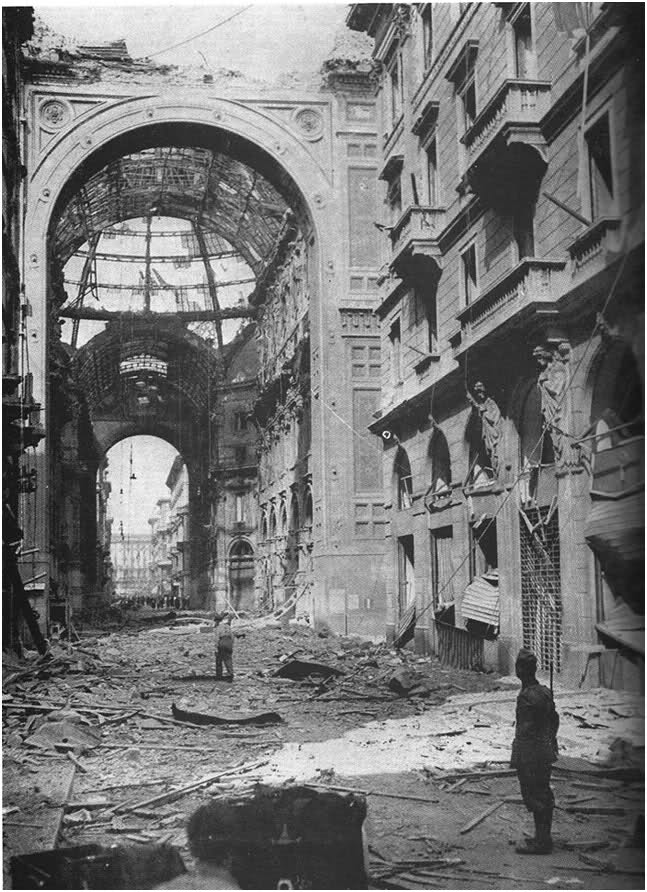
La Galeria després dels bombardejos d'agost del 1943

Oblidats ja els tràgics esdeveniments de la protesta de l'estòmac, a principis del segle XX l'estructurà s'afermà encara més com a punt neuràlgic de la vida mundana i de l'escena musical milanesa. Sempre en aquells anys començaren a aplegar-se entre els braços de la Galeria Tommaso Marinetti junt amb els seguidors que donarien vida al futurisme. Amb l'esclat de la Primera Guerra Mundial el passatge cobert esdevé escenari polític i d'encontre entre els intervencionistes i els neutralistes, i fou inevitablement escenari de les manifestacions 
post bèl·liques que culminarien amb el naixement dels fasci italiani di combattimento. Amb l'entrada d'Itàlia a la Segona Guerra Mundial la Galeria, com la resta de la ciutat, fou víctima dels bombardejos aliats sobre la ciutat.
La Galeria fou del monuments símbols de Milà que més danys patí per les incursions aliades: els bombardejos produïts els dies 15 i 16 d'agost del 1943 destruïren òbviament la coberta de vidre i la part superior del cobriment metàl·lic, i arribaren a danyar les decoracions internes. Els projectes per la reconstrucció no s'iniciaren abans del 1948 i amb relatiu retard respecte d'altres símbols de Milà, com per exemple el Teatro alla Scala que es reconstruí dos anys abans: això fou degut als nombrosos debats al voltant de l'estil a mantenir per a la restauració de la Galeria.. Per bé que s'havien fet moltes propostes que haurien modificat els materials de construccions, com la reconstrucció amb vidre emmotllat de la coberta i la utilització de pedra de Vicenza en lloc de l'estuc acolorit original, el projecte final aprovat per la Superintendència fou el més fidel a l'estructura original de la galeria, que no fou doncs modificada substancialment. La restauració de la Galeria fou acabada el 1955; després de les obres es produí una autèntica segona inauguració el 7 de desembre, dia del sant patró de la ciutat, en concomitància amb el dia de l'estrena de la Scala Altres importants treballs de restauració van ser executats més tard en 1967, coincidint amb el centenari de la inauguració: l'objectiu dels treballs fou el paviment i els seus mosaics, apedaçats de forma ràpida i descurada després dels bombardejos aliats.
Del març del 2014 a abril del 2015 la Galeria fou objecte de la més àmplia restauració des de la Segona Guerra Mundial, amb ocasió de l'Expo 2015. La restauració, precedida per una profunda anàlisi abans de l'obra de construcció on s'investigà sobre els materials i llur successió històrica, va aconseguir de retornar els colors originals a l'escaiola de la Galeria. Fou seguida d'intervencions de restauració i neteja de les superfícies de pedra i ciment decoratiu. La restauració va implicar un total de 35.000 hores de treball sobre 14.000 metres quadrats de superfície total. Per protegir les activitats comercials i per exigències del temps limitats, les restauracions es van dur a terme sense l'ús de bastides fixes, i en el seu lloc es va utilitzar un portal autopropulsat inspirat en la bastida utilitzada per Brunelleschi durant la construcció de la cúpula de Santa Maria del Fiore.

## Arquitectura
| «                        | [La galeria Víctor Manuel II] representa l'àpex de l'evolució de l'arquetip del passage. Amb ella arriba al final una progressió que va començar amb els passatges parisencs i que havia arribat a una etapa intermèdia amb les Galeries St-Hubert a Brussel·les. | » |
| — Johann Friedrich Geist | |   |

### Arcs

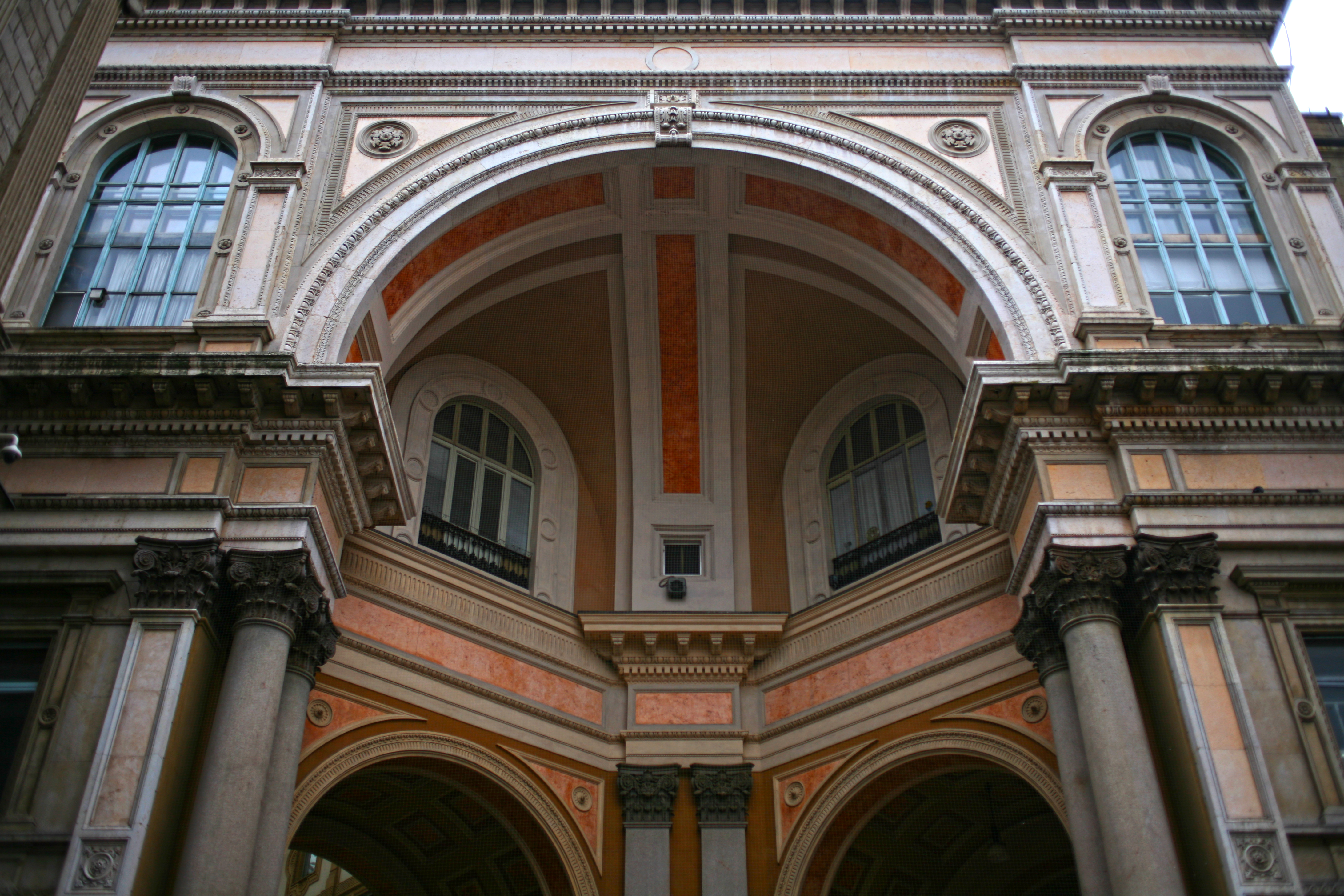
Particularitat de l'exedra a l'eixida de la galeria sobre la piazza della Scala

L'arc d'entrada principal a la Piazza del Duomo fou concebut, sia per estructura sia per dimensions, per assemblar-se a un veritable arc de triomf. L'arc principal està dividit ens tres particions verticals: la part central està reservada a un únic fòrnix major, mentre la part lateral, simètrica respecte a la central, està dividida horitzontalment en dos ordres. L'ordre inferior està format per més d'un petit fòrnix destinat al pas de les persones situat entre dues columnes d'ordre corinti que sostenen les cornises: el pla superior es repeteix amb bífores al lloc de l'arc. El complex de l'arc d'entrada és lleugerament protuberant, arriba a 32 metres d'alçada del terra, i s'hi troba escrita la dedicatòria de la Galeria:
| « | A VÍCTOR MANUEL II. ELS MILANESOS | » |

L'arc sobre la piazza della Scala reprèn, tot i que amb una forma menys rica, la definició de l'arc principal sobre la piazza del Duomo: el fòrnix major està flanquejat per dos ordres horitzontals superposats que repeteixen arcs de mig punt en simetria respecte a l'eix vertical de l'arc. El problema de la manca d'alineació entre l'eix de la Galeria i la Piazza della Scala es va resoldre mitjançant la inserció d'una exedra d'estil renaixentista a la sortida de la galeria. La solució es va comentar llavors al Corriere delle Dame:
| «                                                         | A la Piazza della Scala un grandiós arc d'estil compost dona accés a la galeria, i emmascara així hàbilment l'obscenitat inevitable de l'obliqüitat de l'eix de la galeria en relació amb el pla de la Piazza della Scala. | » |
| — Extret del Corriere delle Dame, 23 de setembre del 1867 | |   |

### Braços

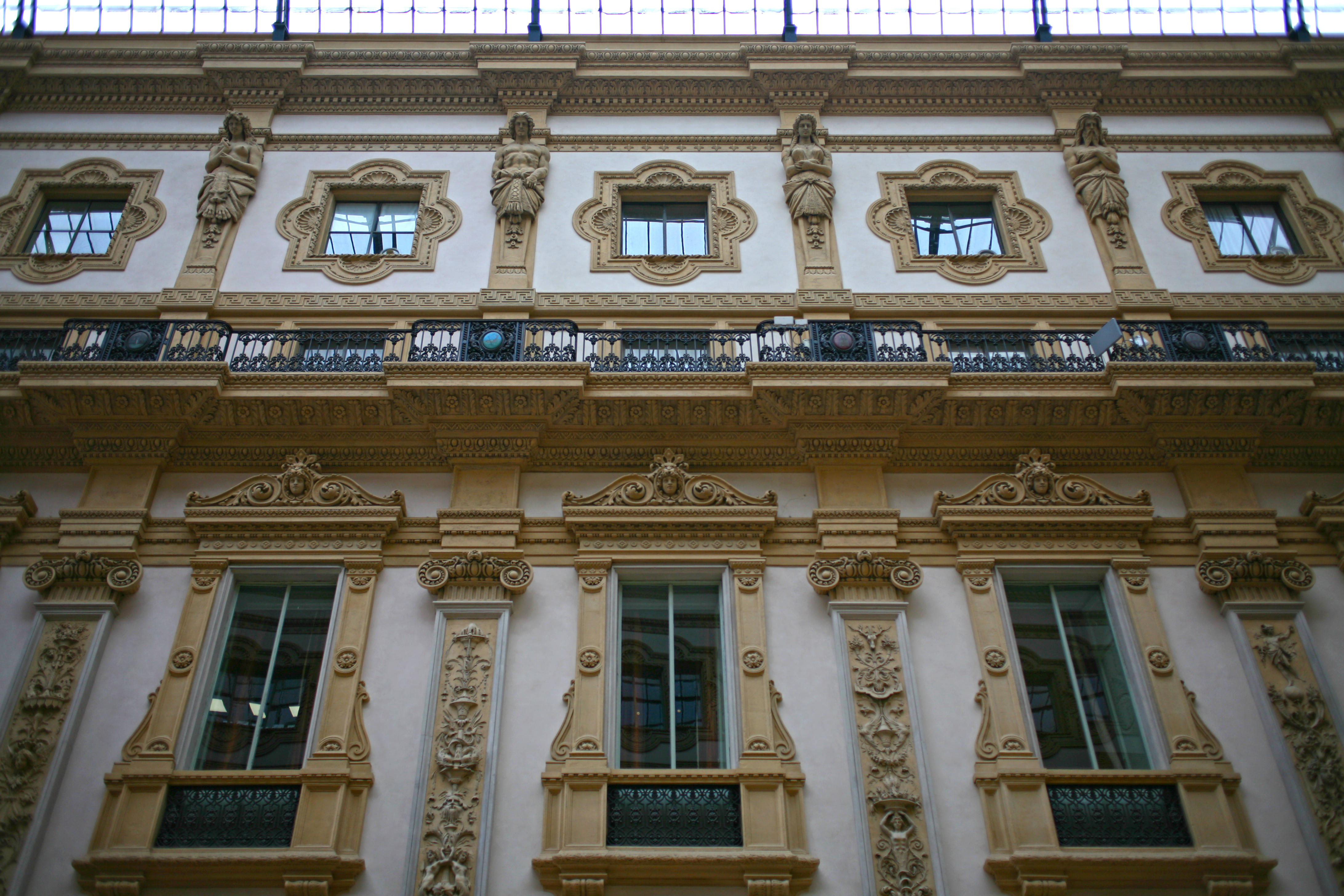
Detalls de les decoracions

L'estructura principal de la galeria es compon de dos braços encreuats, dels quals el més gran, que connecta la Piazza della Scala a la Piazza Duomo fa 196 metres de llarg, mentre que el menor, que uneix la via Foscolo a la Via Pellico mesura 105 metres. Les façanes interiors, col·locades sobre tres plantes més un entresòl, presenten una decoració més aviat vistosa en estil renaixentista llombard. Una descripció acurada de les façanes internes dels braços prové del Corriere delle dame:
| «                                                         | El terra està fet de terratzo amb esmalt, i és una obra elegantíssima dels artistes venecians. Al mig de l'octògon quatre grandiosos mosaics de Salviati que representen els escuts d'armes d'Itàlia i d'Anglaterra alternats. Les botigues, que en nombre de noranta-sis ocupen tota la planta baixa dels dos costats de l'edifici, són grans, elegants i tancades per grans portes de vidre: entre una entrada i l'altra i damunt de basaments de marbre s'alcen esveltes lesenes adornades d'estucs i dissenys variadíssims, i que ascendeixen per sobre de la primera planta, on una loggia corre, circumdada per una bella balustrada, sobre la qual s'allotgen els emblemes de les cent ciutats d'Itàlia, al voltant de tot l'edifici. El primer pis té finestres àmplies i majestuoses i per damunt s'alça un segon pis bastant baix i quasi completament emmascarat per la balustrada de la loggia, que, segons nosaltres, constitueix un autèntic defecte, perquè evidentment no respon al conjunt del disseny. El tercer pis, que hauria estat millor el segon, sorgeix en belles proporcions i les seves finestres, d'arquitectònica elegància, estan intercalades amb magnífiques cariàtides, les quals suporten una rica cornisa, de la qual ressalten els arcs de ferro de la vidriera. | » |
| — Extret del Corriere delle dame, 23 de setembre del 1867 | |   |

La decoració del braç lateral es completa amb quatre semillunetes pintades a l'interior de les dues entrades laterals, que representen la Ciència de Bartolomeo Giuliano, la Indústria d'Angelo Pietrasanta, l'Art de Raffaele Casnedi i l'Agricultura d'Eleuterio Pagliano.

### Octàgon
En la intersecció dels braços de la galeria es troba l'espai coronat per una cúpula, anomenat "octàgon" per la seva forma obtinguda pel tall de quatre angles en la intersecció de les dues galeries ortogonals.

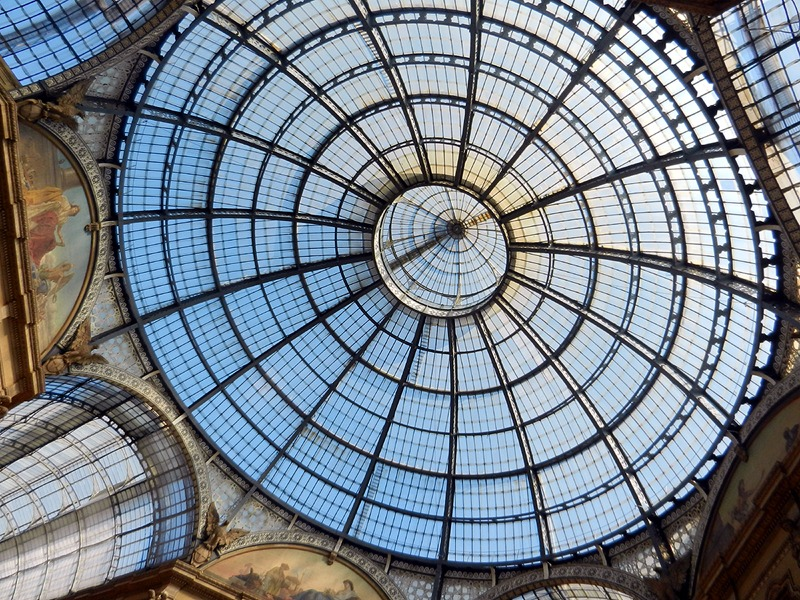
La cúpula de la galeria

L'octàgon, els costats oposats del qual disten 36 metres, presenta decoracions a les parets amb cariàtides, telamons i estucs com la resta de la Galeria Hi havia en origen 25 estàtues de gesso que representaven els majors personatges de la història italiana, entre els quals Dante, Leonardo, Cavour, Volta i altres, realitzats pels majors escriptors milanesos de l'època, entre els quals Odoardo Tabacchi, Antonio Tantardini i Pietro Magni. Les estàtues foren retirades i mai restaurades a partir de 1891 per causa de les seves pobres condicions de conservació.
Les parts superiors de les quatre parets estan adornades cadascuna d'elles amb una lluneta pintada, de 15 metres d'ample a la base i fins a 7 metres d'alçada, que representa un continent divers: per a la decoració foren escollits quatre artistes ja establerts a Milà. Amèrica està representada com una figura femenina envoltada d'alguns afroamericans i d'un indígena, realitzada per Raffaele Casnedi, professor de disseny a l'Acadèmia de Brera. Àsia està representada asseguda en un tron on els indígenes i altres homes de característiques asiàtiques l'homenatgen amb regals, pintada per Bartolomeo Giuliano. Europa es representa amb vestits antics i vigilada per un home alat que empunya un llorer i fou realitzada per Angelo Pietrasanta. Finalment Àfrica està representada amb robes de l'antic Egipte, flanquejada per un lleó i un moro que li dona un feix de blat, obra d'Eleuterio Pagliano.

### Crítica i llegat arquitectònic
La Galeria representà des de la seva finalització el model per als passatges coberts monumentals vuitcentistes tardans, seu de la vida de la nova burgesia europea: innovativa respecte als passatges coberts precedents, de mode particular per la monumentalitat de la construcció, la Galeria troba el seu poder compositiu en el contrast entre la moderna coberta de ferro i vidre i una composició profundament decorada que es basa en una més antiga escola renaixentista llombarda:
| «               | És un fet que no només per les dimensions […] sinó també per la imponència i la profusió de les particions decoratives, la Galeria s'imposa de cop sobre els ja existents "passages" de Londres, París i Brussel·les, afermant-se com a prototip durant molt de temps inigualat en la tipologia vuitcentista dedicada al comerç, a les passejades i l'oci, en definitiva, als ritus de la vital nova classe burgesa. | » |
| — Romano Jodice | |   |

La construcció cruciforme, els braços de la qual es troben en una cúpula de vidre, inspirada en el disseny del Cryistal Palace de Nova York, fou la primera en la història de l'arquitectura europea. De fet, malgrat que hi ha moltes construccions europees amb cúpules de vidre anteriors a la galeria Víctor Manuel II (entre les més cèlebres figura la cúpula de la Borsa de comerç de París), la galeria de Mengoni fou la primera que uní una construcció de vidre en creu i una cúpula. Entre els elements més reeixits del projecte se sol citar la tria d'un cobriment de cintra en arc rebaixat en lloc d'una coberta inclinada utilitzada fins aleshores en els passages.

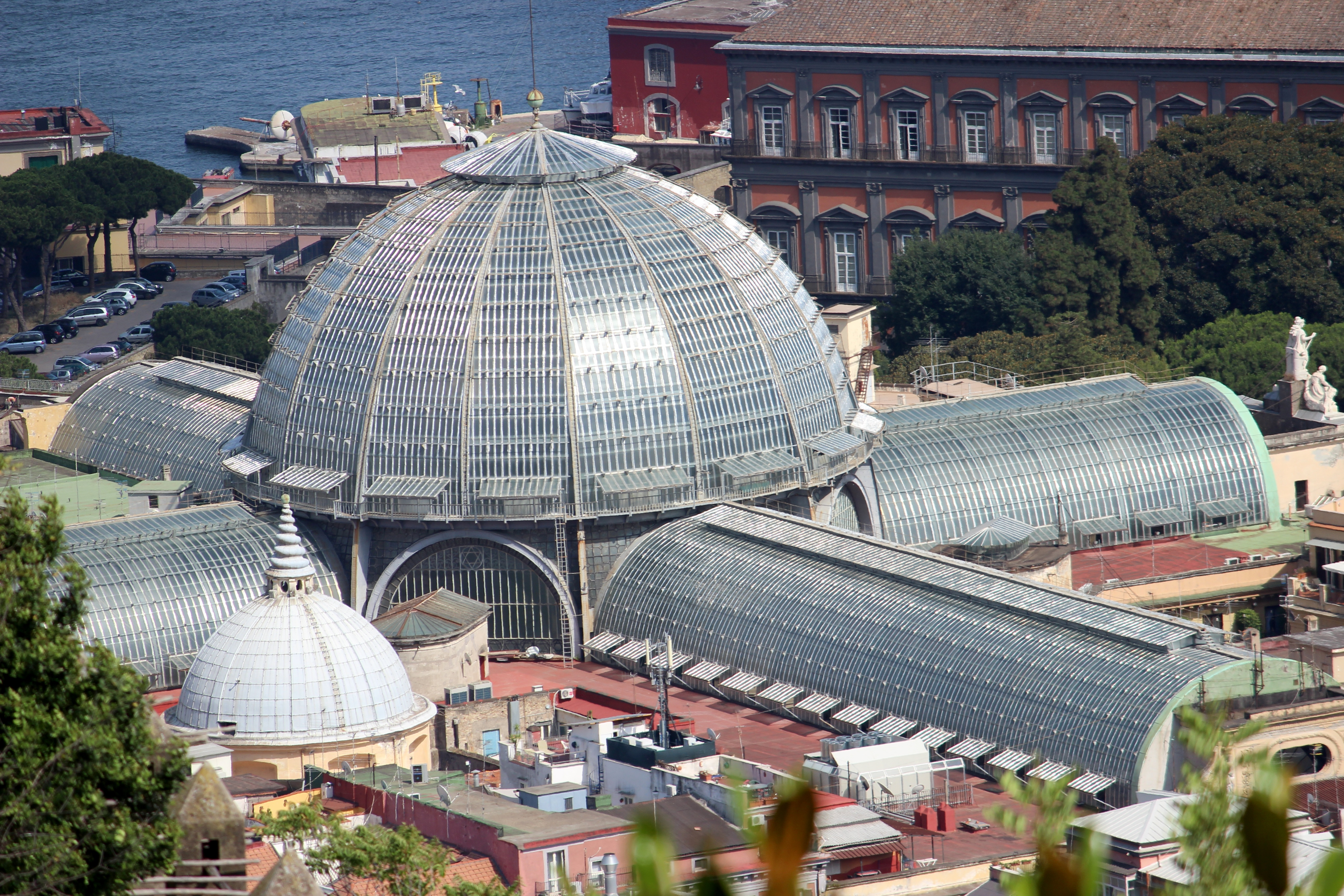
Imatge de la galeria Humbert I a Nàpols, represa de la galeria Víctor Manuel II

Si bé la decoració fa referència explícitament al renaixement llombard, menys explícit és el suggeriment del tema barroc de la "dissolució de les voltes i de les cúpules", cercat per exemple amb l'il·lusionisme pictòric dels frescos. Finalment, el recurs a la forma en creu basilical a la part frontal de la Catedral, així com les dimensions de la cúpula preses de Sant Pere representen gairebé un desafiament del nou poder laic i del nounat estat italià envers el poder eclesiàstic.
Generalment apreciada per la crítica com la culminació de l'arquitectura dels passatges del segle xix i presa com a exemple de remodelació de l'antic centre urbà, la galeria no fou immune a la crítica des de la seva finalització, per exemple, per ser un híbrid entre una obra d'enginyeria i una obra d'arquitectura, o per haver alterat irremeiablemen l'aspecte antic del centre de Milà. : de vegades criticada per les dimensions, especialment en el moment de la inauguració, on el centre de Milà encara estava construït amb una densa xarxa de petits carrers, que eren qualsevol cosa menys monumentals, fou associada per alguns crítics amb el fenomen de l'especulació immobiliària. La galeria Víctor Manuel II fou de fet rebuda de manera generalment positiva pel que fa a l'estètica, mentre que la crítica més ferotge va venir per l'impacte que va tenir a la zona al voltant de l'antiga catedral de Milà i la seva inserció en el context urbà de l'època:
| « | La galeria és sens dubte un bell carrer cobert, però la seva sortida a la Piazza della Scala sembla casual i no resolta [...]. Però encara més greu és la destrucció de la Piazza dei Mercanti, per connectar d'alguna manera el sistema urbà de la plaça amb l'eix de la via Dante-Largo Cordusio. | » |

S'expressà així, d'altra banda, l'escriptor Delio Tessa:
| «                              | Per a mi – i us ho dic – no hi ha dubte que està tot malament. Malament des del dia que van tirar a terra el Coperto dei Figini a la piazza del Duomo per substituir-lo per la Galeria, que em sap greu de no poder admirar. La deplorable mania de les coses mastodòntiques – que no s'ha de confondre amb les coses monumentals – va començar a partir d'aquí. | » |
| — Delio Tessa - Mastro Piccone | |   |

Crítiques decididament menys romàntiques adreçades a l'aspecte pràctic i al projecte foren expressades per Giuseppe de Finetti:
| «                     | La invenció de l'arc de la Galeria […] és l'emmascarament de més mal gust que es pugui imaginar […] Però hi ha més: en la seva distribució altimètrica els palauassos de la plaza […] estan subdividits en plans diferents entre ells, alguns tan alts que no són habitables a l'hivern, altres baixos que no tenen usos civils. | » |
| — Giuseppe de Finetti | |   |

Confirmant el seu judici sobre la funcionalitat del projecte, De Finetti analitzà com el 85% dels lloguers cobrats pel municipi a la galeria provenien dels dos primers pisos de botigues, mentre analitzant només el palau dels pòrtics septentrionals, les botigues eren responsables del 78% dels guanys.

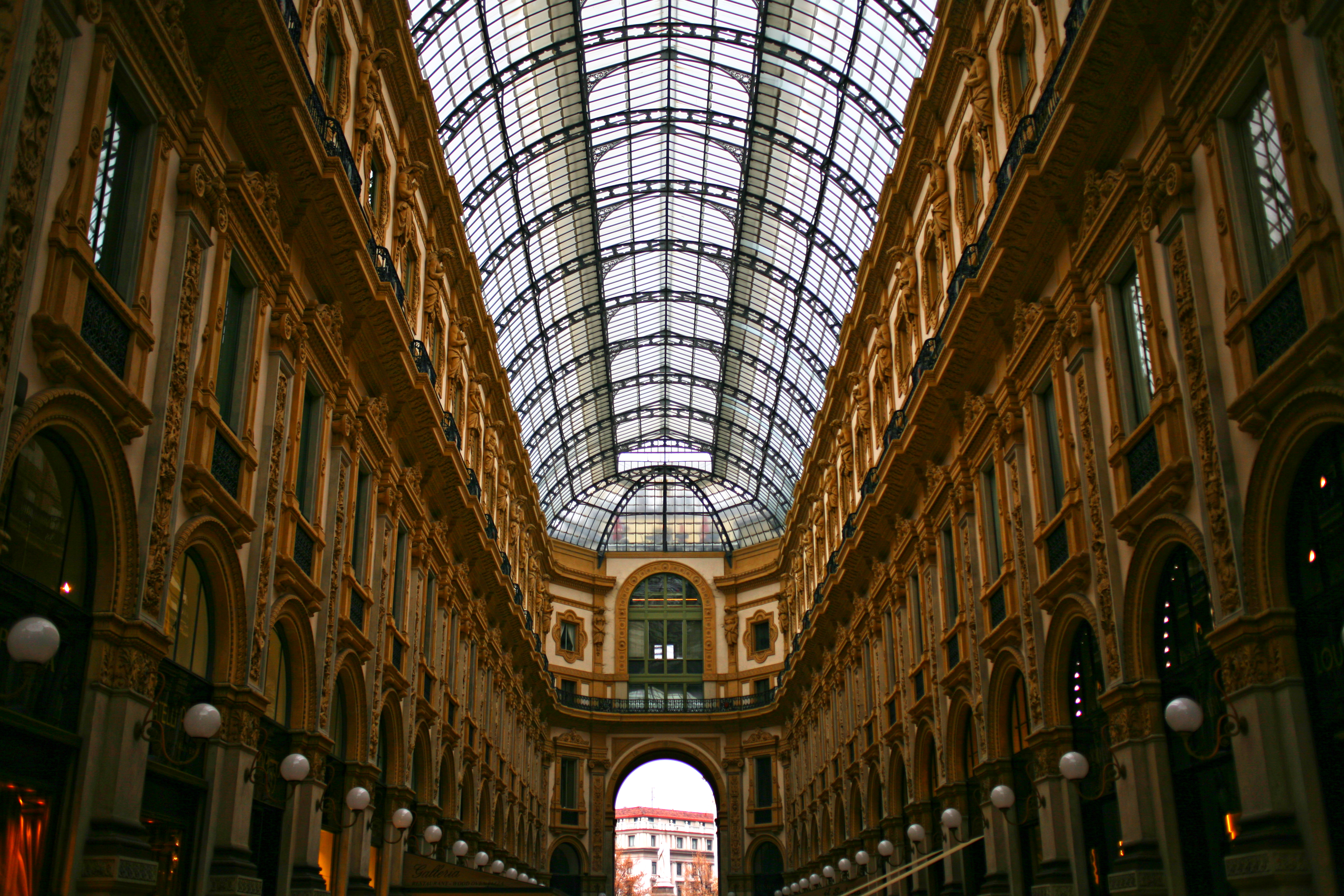
Braç vers la piazza della Scala

No obstant aquestes crítiques, la galeria Victor Manuel II roman, de tota manera, com una de les més cèlebres obres de l'arquitectura del ferro europea i la seva estructura ha estat el model d'inspiració per a molts altres passatges coberts i galeries comercials a tot el món: entre els exemples més cèlebres d'inspiració en la galeria es pot esmentar la galeria Humbert I de Nàpols, la cobertura de quatre braços de la qual que encreuant-se donen lloc a un octàgon coronat per un cúpula és una clara referència a l'estructura de la Galeria Víctor Manuel II.
L'espai de la Galeria també representà un precursor dels contemporanis centres comercials: en homenatge a l'obra de Mengoni hi ha més d'una dotzena de centres de compres elegants anomenats "Galeria" als Estats Units d'Amèrica, entre els quals the Galleria a Houston i la Galleria Dallas de Dallas que també combinen la construcció amb volta en vidre i acer del passatge cobert milanès. Entre els altres moderns centres comercials inspirats en l'arquitectura de la galeria Víctor Manuel II es poden esmentar, per la pròpia admissió dels arquitectes, l'Eaton Centre de Toronto i la Kö Galerie de Düsseldorf. Entre les arquitectures històriques inspirades en la galeria Víctor Manuel II, es pot esmentar finalment la Cleveland Arcade construïda al 1890

### Dades
Segons algunes de les principals dades de construcció de la galeria:
- 196,6 m – la longitud de la galeria al braç més llarg;
- 105,1 m – la longitud de la galeria al braç més curt;
- 36,6 m – la distància entre els costats oposats de l'octògon;
- 14,5 m – l'amplada dels braços;
- 47 m – l'altura al llanternó de la cúpula;
- 39 m – el diàmetre de la cúpula;
- 29,2 m – l'alçada de la volta als braços;
- 4165 m² – la superfície útil de la Galeria;
- 7800 m² – la superfície total dels vidres utilitzats per a la coberta;
- 353 t – el pes de l'acer utilitzat per a la cobertura.

Pel que fa al cost de construcció, també es pot dividir en diversos aspectes principals (en lires italianes de l'època):
- 3.558.865 lires – treballs d'obra, incloent salaris i matèries primeres;
- 999.820 lires – forniment dels elements de ferro i ferro colat;
- 802.304 lires – forniment de pedres i marbres;
- 405.041 lires – forniment de fusta;
- 326.404 lires – forniment i realització de la decoració de terracota, ciment i fusta;
- 323.556 lires – forniment i instal·lació de vidres;
- 109.983 lires – treballs de preparació a les obres.

## La galeria a la cultura i a l'art

### Literatura

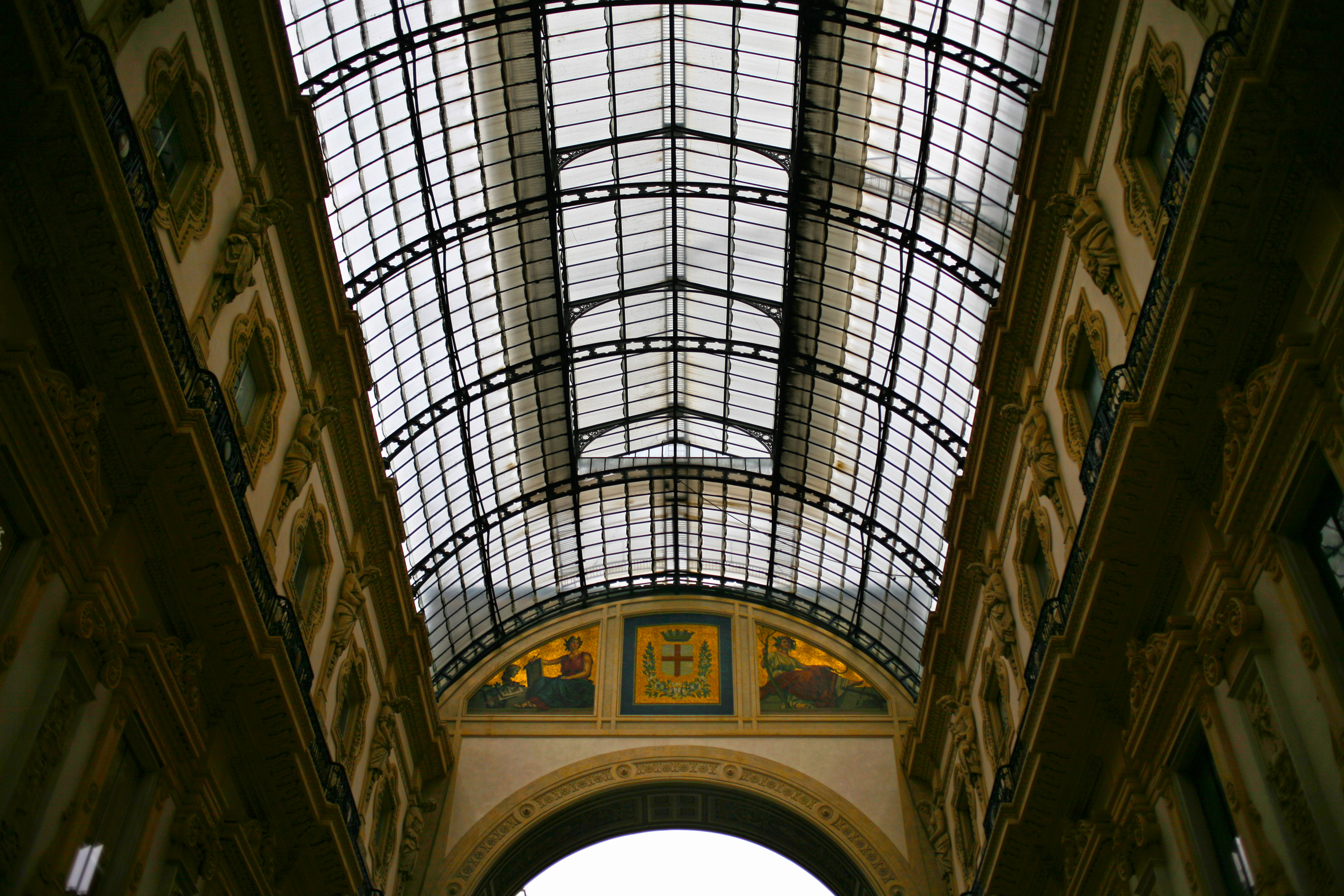
Braç lateral vers l'est

Com a part integrant de la vida mundana milanesa de la seva inauguració, la galeria apareix citada en moltes obres literàries, ja sigui com a part d'anotacions en diaris de viatges, o bé com a part d'històries de fantasia.
Giovanni Verga, famós visitant de la Galeria durant el període milanès, ambientà algunes de les seves pròpies històries exactament a la galeria Víctor Manuel II: a les seves novel·les curtes, la gran galeria comercial apareix en l'obra Primavera e altri racconti en la novel·la que dona títol a l'obra: Primavera, història d'amor entre una sastressa i un músic vingut de fora de Milà per fer carrera que descriu l'atmosfera de la ciutat en aquells anys:
| «                                                         | El pobre diable tenia gran necessitat de sabates i quartos; les seves sabates s'havien fet malbé de tant córrer darrere les fantasies del seus somnis d'artista i de la seva ambició juvenil - aquella munió de fantasies funestes que arribava de tots els racons d'Itàlia a empal·lidir i esfumar-se sota els vitralls lluents de la Galeria. | » |
| — Giovanni Verga, Primavera, a Primavera e altri racconti | |   |

Verga publicà també Per le vie, un recull d'històries curtes completament ambientada a Milà, en la qual, òbviament, hi figura la Galeria: a Via Crucis compara metafòricament el camí que una dona jove, obligada a prostituir-se, fa entre la galeria i els carrers del centre, mentre a la novel·la curta In piazza della Scala narra la història d'una pobra venedora ambulant de cafè que passa les seves nits sota l'arc d'entrada de la galeria.
La Galeria fou el centre de la novel·la curta homònima d'un altre exponent del verisme italià, Luigi Capuana,
en la qual apareix descrita minuciosament la vida al passatge cobert, comparant el rol de la Galeria per a la ciutat al d'un cor per a l'organisme:
| «                                              | És el cor de la ciutat: la gent s'amuntega per totes bandes, constantment, segons les circumstàncies i les hores del dia, i s'hi aboca des de les seves quatre entrades, que estaria per dir que són l'aorta i les artèries del gran organisme, atès que la seva semblança amb les funcions del cor és evident. Totes les pulsacions de la vida ciutadana repercuteixen aquí. Quan sembla que ja res no es belluga, des dels grans ulls de vidre del paviment hom s'adona que als seus subterranis hi bull sempre la feina, com si en aquest centre vital l'activitat no pogués mai adormir-se i prosseguís sense consciència, com si fos un organisme viu que s'abandonés al son. | » |
| — Luigi Capuana, La Galleria Vittorio Emanuele | |   |

Finalment, molts altres escriptors italians van dedicar pàgines a la galeria: entre aquests trobem les minucioses descripcions de Mario Puccini, les històries de Giuseppe Marotta, en tota la col·lecció de contes Mal di galleria, fins a arribar a les poesies d'Alberico Sala dedicades al monument.

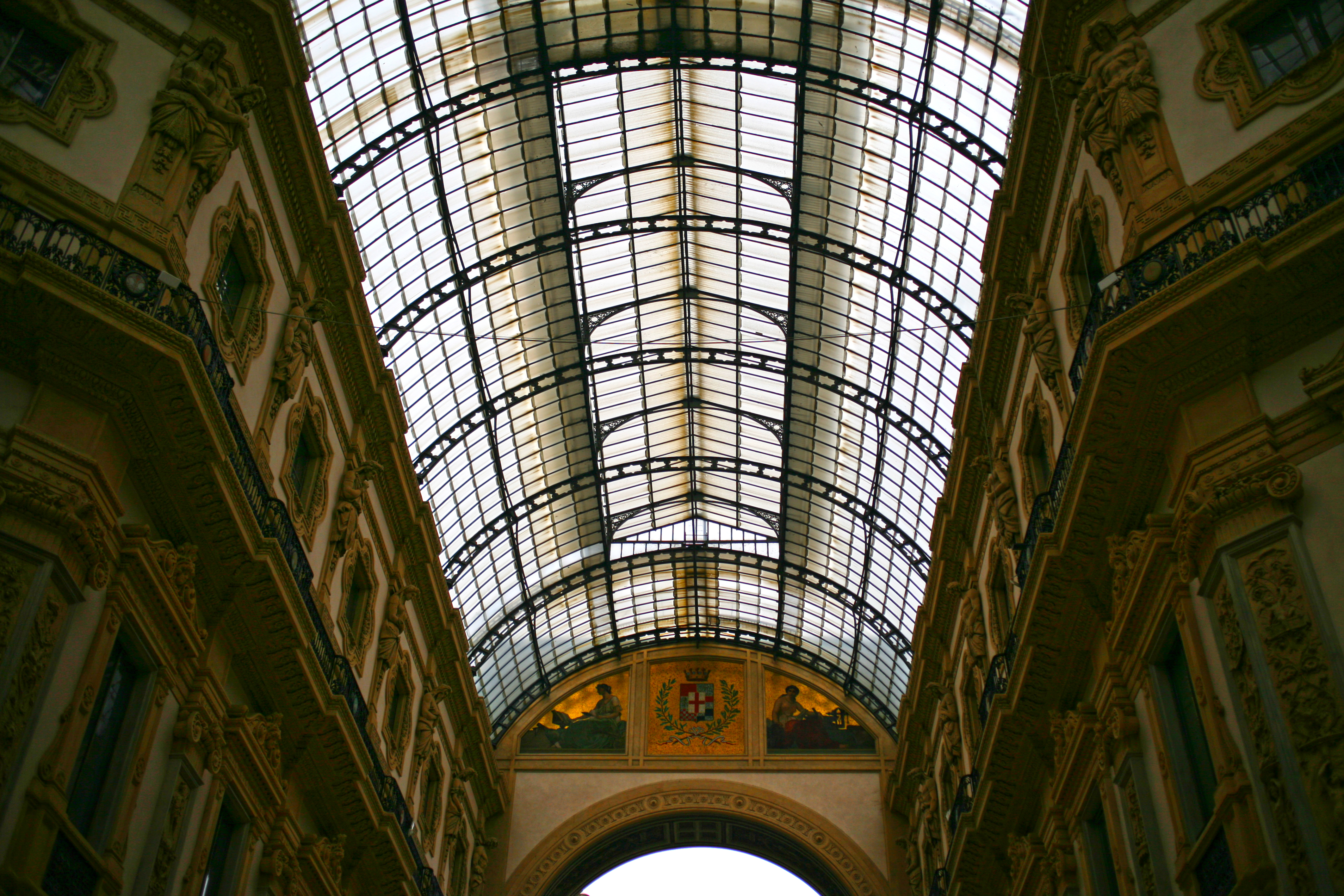
Braç lateral vers l'oest

La galeria també és esmentada per autors estrangers. En el seu viatge a Itàlia, Mark Twain també va ser a Milà, on va tenir contacte amb la vida de la classe mitjana de l'època, i freqüentava sovint la galeria, que és ben recordada:
| «                             | A Milà, passem la major part del temps a dins de la gran i magnífica Arcada, o Galeria, o com se digui. Blocs formats per alts i sumptuosos palaus nous […] aquesta és la Galeria. M'agradaria viure-hi sempre. | » |
| — Mark Twain, A Tramp Abroad. | |   |

L'escriptor anglès Thomas Hardy cita la Galeria Víctor Manuel II en el seu conte A changed man:
| «                             | (català) Caminava a pas lent al llarg de la Via Alessandro Manzoni fins que els meus ulls van ser capturats per la gran Galeria Víctor Manuel, i vaig entrar sota les altes arcades de vidre fins que vaig arribar a l'octògon central, on em vaig asseure en un grup de cadires col·locat allà | (anglès) I walked at a leisurely pace along the Via Allesandro Manzoni till my eye was caught by the grand Galleria Vittorio Emanuele, and I entered under the high glass arcades till I reached the central octagon, where I sat down on one of a group of chairs placed there | » |
| — Thomas Hardy, A changed man | | |   |

### Art

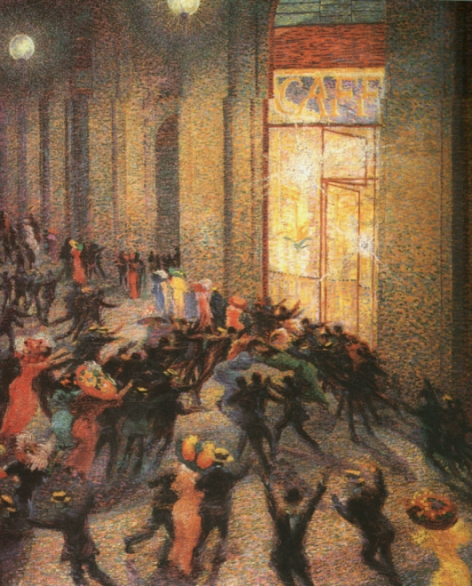
Umberto Boccioni, Baralla a la Galeria (1910), Pinacoteca di Brera

La galeria, com a lloc privilegiat de la vida social a Milà i símbol de modernitat, fou un dels punts de trobada preferits i llocs simbòlics del futurisme, interessat com estava en la frenètica vida de la ciutat. Entre els episodis que es poden citar del moviment a la Galeria, ultra les freqüents trobades, tenim l'arrest de Boccioni, Carrà, Marinetti, Russolo i Piatti després d'una manifestació a favor de l'intervencionisme completat amb un llançament de fulls volanders, crits, i banderes austríaques cremades.
Una de les més famoses representacions artístiques de la galeria Víctor Manuel II és segurament la Baralla a la galeria d'Umberto Boccioni, que representa una batussa entre dones a l'entrada de la galeria, més concretament al davant del Caffè Camparino, situat llavors davant de la seva posició actual. El quadre, apropant-se més a un estil derivat del puntillisme i divisionisme, anticipa alguns temes que serien preuats per al futurisme, com el moviment i el frenesí de la multitud.
Una altra obra famosa és en canvi la Galeria de Milà de Carlo Carrà, on la Galeria apareix representada directament, tot i que no és immediatament reconeixible: en el quadre es distingeixen clarament la cúpula de la galeria i una insígnia de cafè Biffi. També en aquest cas no es nota un llenguatge madur del futurisme, però sí una certa influència del cubisme.
La galeria també fou sovint retratada per Angelo Inganni Entre les moltes pintures que representaven moments de la vida i paisatges de Llombardia: a més de l'esmentada anteriorment Col·locació de la primera pedra de la galeria Víctor Manuel II, es troba la galeria pintada a la Vista de la plaça Scala amb neu que cau en la qual s'entreveu la piazza della Scala el 1874 a través de l'arc d'entrada des de l'interior de la Galeria. La Galeria també apareix en moltes altres obres, tal com es representa a l'Octàgon de la Galeria Víctor Manuel d'Angelo Morbelli o fins i tot en nombroses estampes, com per exemple l'arc d'entrada a la piazza Duomo d'Antonio Bonamore

### Tradicions i períodes històrics

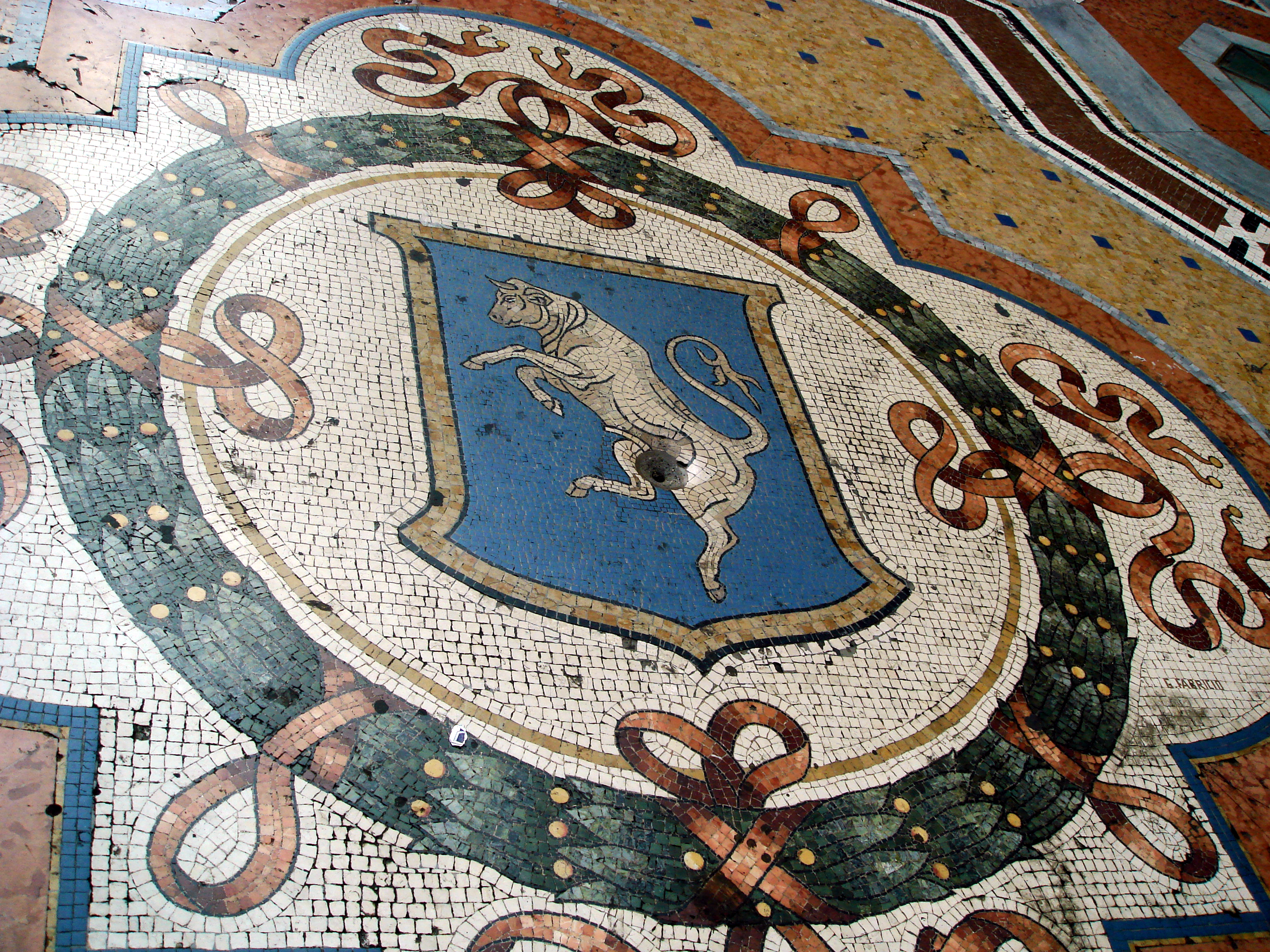
Mosaic de l'escut d'armes de Torí desgastat per la pràctica supersticiosa

La tradició diu que girar tres vegades sobre un mateix amb el taló del peu dret plantat en els genitals del toro retratat al mosaic del paviment de l'octàgon de la galeria porta bona sort. El gest s'hauria dut a terme originalment com un escarni a la ciutat de Torí, a l'escut d'armes de la qual hi apareix un toro, i després s'hauria difós simplement com un ritu supersticiós. Aquest ritual, repetit centenars de vegades al dia principalment pels turistes, desgasta veloçment la imatge del toro, que ha de ser restaurada freqüentment.
El 1967, amb ocasió del centenari de la galeria Víctor Manuel II, es van executar importants treballs de restauració de tot el paviment del passatge cobert, atès que havia estat apedaçat de forma ràpida i sense massa cura després del bombardeig de la ciutat.
També es van renovar els mosaics de l'octàgon: no se sap si per distracció o per impedir rituals supersticiosos i de poc pudor (algunes noies havien arribat al punt d'asseure's damunt del toro imitant moviments explícits), el toro va ser refet sense genitals. El (presumpte) error no desencoratjà de cap manera l'estesa pràctica.
A la galeria Víctor Manuel II estan presents des del 2015 dotze botigues reconegudes per la Llombardia com a negocis històrics. Cinc d'aquests estan presents a la galeria des de la seva obertura al públic.:
- Cadè (1926): camiseria;
- Caffè Biffi (1867);
- Caffè Camparino (1867): bar, cafè i saló de te;
- Caffè Motta (1925);
- Centenari (1867): estampes artístiques;
- Fratelli Prada (1913): roba;
- Libreria Bocca (1867): llibres antics i moderns;
- Mejana (1911): ganiveteria i tisores;
- Noli (1927): articles per a fumadors;
- Librerie Rizzoli (1949): llibreria de la casa editorial homònima;
- Savini (1867): restaurant;
- Viganò (1919): òptica.

Segons la reglamentació de l'ajuntament, les botigues, històriques o no, han de tenir les lletres del rètol de color or sobre fons negre: aquesta obligació també la va haver de complir McDonald's en els anys en què va tenir la llicència d'obertura d'un fast food.

### Història i arquitectura
- Sangiuliani, Antonio Cavagna. Guida tascabile della lloc di Milano e suoi dintorni (en italià).  Milà: Serafino Muggiani i comp., 1876.
- De Finetti, Giuseppe. Milano: costruzione di una città (en italià).  Milà: Hoepli, 2002. ISBN 88-203-3092-X.
- De Stefanis, Lorenzo; Migliavacca, Carlo. L'eccletismo (en italià).  Milà: Nodo, 1999. ISBN 88-7185-081-5.
- Di Vincenzo, Riccardo. Le gallerie di Milano (en italià).  Milà: Hoepli. ISBN 78-88-203-4339-2.
- Gresleri, Giuliano. La Galleria Vittorio Emanuele e l'Architetto Mengoni (en italià).  Imola: La Mandragora, 1997. ISBN 88-86123-53-1.
- Jodice, Romano. Bulzoni. L'architettura del ferro: l'Italia (1796-1914) (en italià).  Roma: Bulzoni, 1985.
- Dezzi Bardeschi, Marco. Milano: architettura, città, paesaggio (en italià).  Roma: Mancosu, 2006. ISBN 88-87017-39-5.
- Finazzer Flory, Massimo; Paoli, Silvia. La Galleria di Milano: lo spazio e l'immagine (en italà).  Milà: Skira, 2003. ISBN 88-8491-457-4.
- Geist, Johann Friedrich. Le Passage: Un Type Architectural du XIX Siecle (en francès).  Brussel·les: Mardaga, 1989. ISBN 2-87009-315-2.
- Gioeni, Laura. L'affaire Mengoni: la piazza Duomo e la Galleria Vittorio Emanuele di Milano, i concorsi, la realizzazione, i restauri (en italià).  Milà: Guerini, 1995. ISBN 8878025577.
- Ogliari, Francesco. Milano e la sua galleria (en italià).  Pavia: Selecta, 2010. ISBN 978-88-7332-282-5.
- Restucci, Amerigo. L'Ottocento (en italià). 1.  Milà: Electa, 2005 (Storia dell'architettura Italiana). ISBN 88-435-4894-8.

### Art i literatura
- Tedeschi, Francesco. Il Futurismo nelle Arti Figurative: (dalle origini divisioniste al 1916).  Milà: I.S.U. Universita cattolica, 1995.
- Tessa, Delio. Ore di città.  Milà: Libri Scheiwiller, 1984.
- Twain, Mark. A tramp abroad, 1880.
- Verga, Giovanni. Per le vie.  Milà: Meravigli, 1999. ISBN 88-7955-108-6.
- Verga, Giovanni. Novelle.  Milà: Feltrinelli, 2004. ISBN 88-07-82035-8.